# Gonolobus aristolochioides
Gonolobus aristolochioides är en oleanderväxtart som beskrevs av Carl Sigismund Kunth. Gonolobus aristolochioides ingår i släktet Gonolobus och familjen oleanderväxter. Inga underarter finns listade i Catalogue of Life.